# Павел Нахимов
Павел Степанович Нахимов е знаменит руски военачалник, адмирал.

## Биография
Роден е в село Городок, Смоленска губерния (селото вече не съществува), в семейството на офицера Самуил Нахимов (1754 – 1830) от Пинск (Степан Михайлович Нахимов след кръщаване) и Ревекки (Раиса) Нахимова.
През 1813 година подава заявление в „Морския кадетски корпус“, но поради липса на места не е приет веднага, а след 2 години. Завършва училището през 1818 г. и постъпва на служба в Балтийския флот.
Под командването на Михаил Петрович Лазарев в периода 1821 – 1825 г. извършва околосветско пътешествие, на борда на фрегатата „Крейцер“. По време на плаването е повишен в чин лейтенант.
В Наваринското сражение през 1827 г. се отличава, командвайки батарея на линейния кораб „Азов“, на който служи, част от състава на ескадрата на адмирал Логин Петрович Гейден. За отличие в боя е награден на 21 декември 1827 г. с орден „Свети Георги“ IV клас (№ 4141) и е произведен в чин капитан-лейтенант.
През 1828 г. е прехвърлен на служба на корвета „Наварин“, трофеен турски кораб, носещ преди това името „Насабих Сабах“.
По време на Руско-турската война (1828 – 1829), командва корвет в състава на руската ескадра, която блокира Дарданелите.
През 1831 г. е назначен за командир на фрегатата „Паллада“. От 1834 г. служи в Черноморския флот, където е командир на линкора „Силистрия“.
Произведен в чин контраадмирал, през 1845 г. е назначен за командир на бригада от кораби. От 1852 г. е вицеадмирал, назначен за началник на флотска дивизия.
По време на Кримската война 1853 – 56, командвайки ескадрон на Черноморския флот, в лоши метеорологични условия и бурно време, обкръжава и блокира главните сили на турския флот в Синоп и, провеждайки умело бойната операция, ги разгромява в Синопското сражение на 18 (30 ноември) 1853 г.
От октомври 1854 Нахимов командва отбраната на Севастопол (1854 – 1855). Нахимов е командир на флота и пристанището, но от февруари 1855 г., след потапянето на флота, защитава по нареждане на главнокомандващия южната част на града. С огромна енергия ръководи отбраната, ползвайки се с огромно влияние сред войниците и матросите, които го наричали „отец-благодетел“.
На 28 юни (10 юли) 1855 г. по време на обход на бойните укрепления е смъртоносно ранен от куршум в главата, близо до местността на Малахов курган.
Умира на 30 юни 1855. Погребан е във Владимировското гробище на Севастопол.
През 1959 г. в Севастопол е издигнат паметник на адмирал Нахимов (бронз и гранит), работа на скулптора Николай Василевич Томски. Поставен е на мястото на разрушен през Гражданската война паметник.
По време на Втората световна война са създадени военноморски „нахимовски училища“. През 1944 г. Президиумът на Върховния съвет на СССР учредява орден „Нахимов“ 1-ва и 2-ра степен, както и медал.